# Kurt Domke

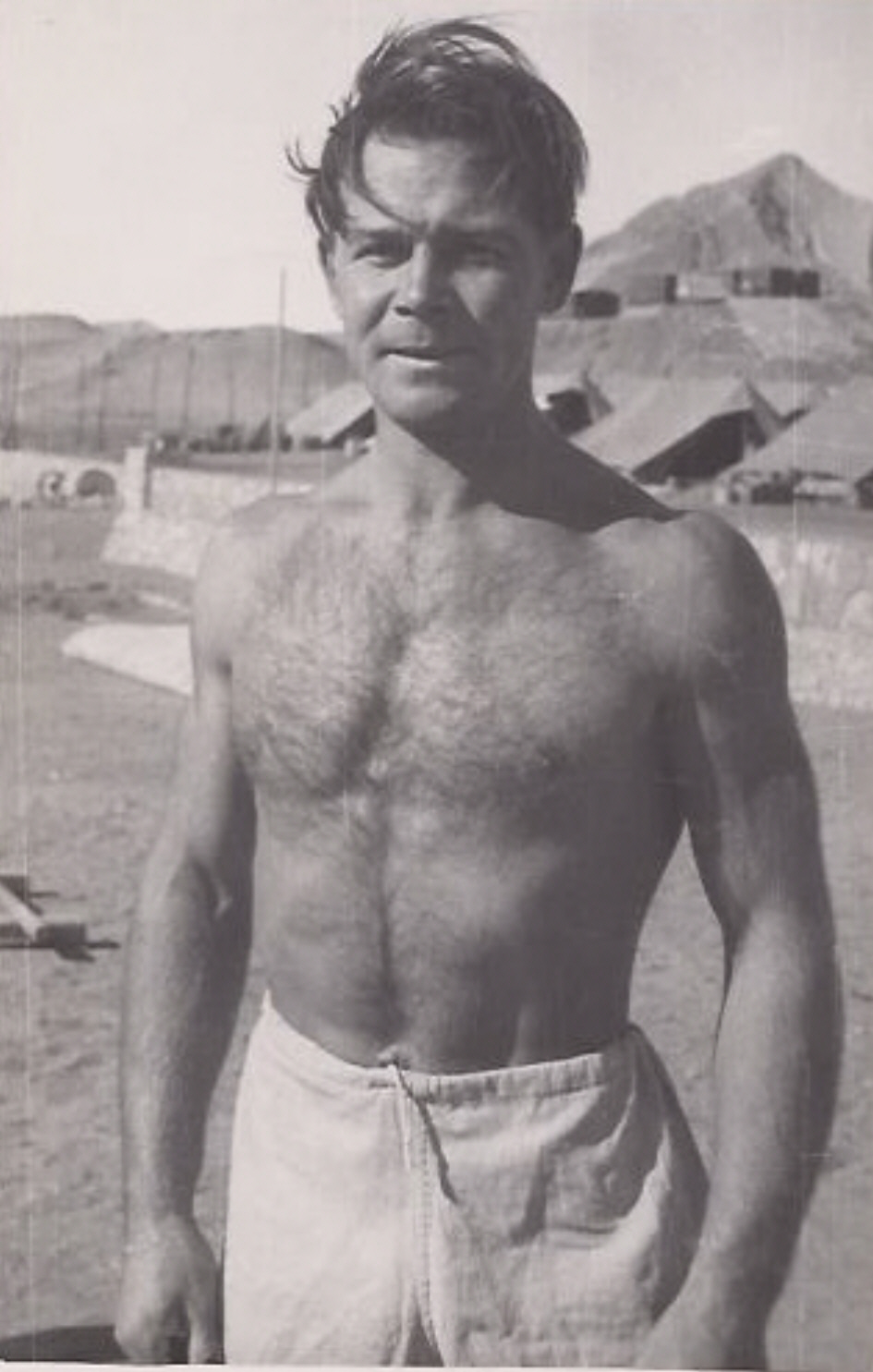
Kurt Domke war von 1945 bis 1947 in britischer Kriegsgefangenschaft.

Kurt Domke (* 22. Juni 1914 in Forst an der Neiße; † 20. März 2018 in Bad Dürkheim) war ein deutscher Turner.

## Leben und Karriere
Domke turnte zunächst für die Turnerschaft Berge-Forst. 1935 nahm er an den Olympiaausscheidungen der deutschen Turner teil. Im Oktober 1935 gehörte er noch zum erweiterten Kreis der deutschen Olympiamannschaft, den 30 besten deutschen Turnern.
Am 16. November 1935 wurde er in Spandau Brandenburgischer Meister und erkämpfte sich damit die Teilnahme an den Deutschen Meisterschaften in Frankfurt. 1936 konnte er den Titel nicht verteidigen, da er seiner Heerespflicht nachkommen musste.
Bei den Deutschen Meisterschaften 1937 in Stuttgart wurde er 41.
Ein Jahr später war er für die Aeltere Casseler Turngemeinde aktiv. 
Im Januar 1938 belegte er bei einem Wettkampf der Aelteren Casseler Turngemeinde gegen die Heeressportschule Wünsdorf den dritten Platz hinter Alfred Schwarzmann und Willi Stadel.
Domke wurde zudem Hessischer Gaumeister im Mehrkampf und Einzelmeister am Barren und Seitpferd. Bei den Deutschen Meisterschaften in Karlsruhe wurde er 24.
Ende März / Anfang April 1938 turnte er als Mitglied der Deutschlandriege auf einer Werbereise in Österreich im Zuge des Anschlusses Österreichs an das nationalsozialistische Deutsche Reich. Auf dieser Reise waren 36 deutsche Spitzenturner in zwei Deutschlandriegen versammelt worden.
1950 gehörte er der niedersächsischen Landesauswahl an.
Bei seinem Tod galt Domke als ältester Turner Deutschlands. Er war Mitglied des Turn-Club Hameln von 1880.

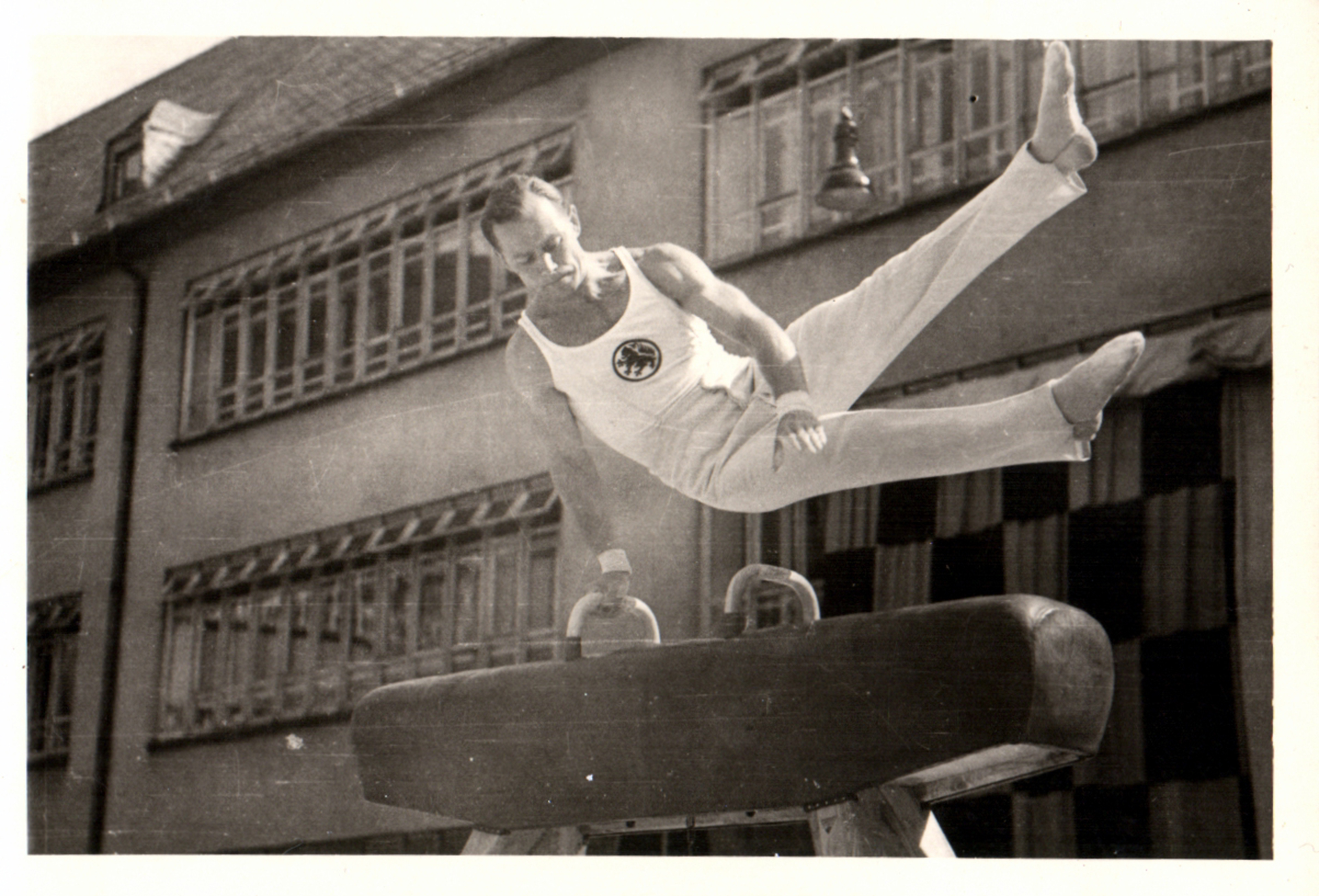
Kurt Domke am Seitpferd

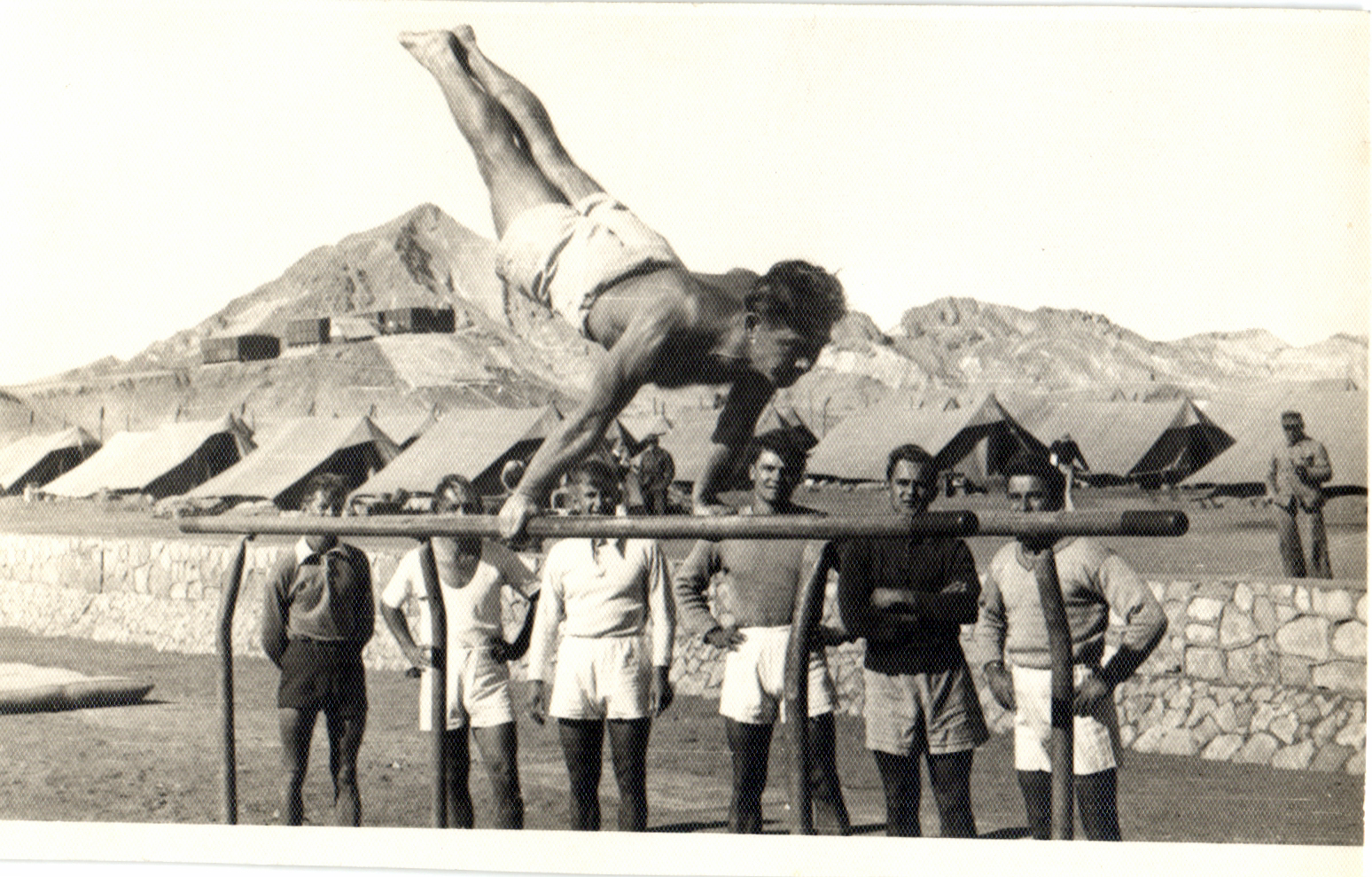
Das Bild zeigt Kurt Domke im britischen Gefangenenlager in Ägypten, wo er ebenfalls eine Turnergruppe aufbaute.